# Le nozze chimiche di Christian Rosenkreutz
Le nozze chimiche di Christian Rosenkreutz o Le nozze alchemiche di Christian Rosenkreutz (Chymische Hochzeit Christiani Rosencreutz anno 1459) è un testo pubblicato a Strasburgo nel 1616, di autore anonimo ma la cui paternità viene attribuita a Johann Valentinus Andreae. Si tratta del terzo dei "manifesti" resi pubblici dalla misteriosa Confraternita dei Rosacroce.
Lo scritto si presenta come un romanzo allegorico suddiviso in Sette Giornate, o Sette Percorsi, come il racconto del Libro della Genesi, e narra del modo in cui Christian Rosenkreuz venne invitato a recarsi in un favoloso castello pieno di cose portentose per assistere alle "Nozze chimiche" del re e della regina, vale a dire dello sposo e della sposa.
Il manifesto nel corso del tempo è stato fonte di ispirazione per poeti, alchimisti (per i quali il "Matrimonio Sacro" simboleggiava il loro obiettivo ultimo) e sognatori grazie alla sua forza di rituale di iniziazione con il susseguirsi di prove, purificazioni, morte, resurrezione e ascensione e al simbolismo che contiene, evidente sin dall'incipit in cui Rosenkreutz viene invitato ad assistere alle nozze.
Nell'invito a nozze viene inclusa anche la Monade geroglifica inventata dal matematico John Dee.

## Il tempo della pubblicazione e dell'ambientazione della storia
Le Nozze chimiche di Christian Rosenkreutz (CRC) comparve per la prima volta a Strasburgo nel 1616. Era scritto in tedesco e il suo titolo originale era Chymische Hochzeit Christiani Rosencreutz anno 1459. Nel libro non veniva citato alcun autore e l'unico nome presente era quello di Christian Rosenkreutz, ma in seguito Johannes Valentinus Andreae (1586-1654) nella propria autobiografia sostenne di esserne l'autore.
Nonostante il libro sia comparso nel 1616 la vicenda è ambientata più di 150 anni prima. Gli eventi si svolgono nell'arco di sette giorni e il testo è diviso in sette capitoli, ognuno dei quali tratta uno di questi giorni. La storia inizia una sera vicina al giorno di Pasqua del 1459 e nell'ultimo dei sette giorni CRC viene nominato cavaliere. Fu proprio nel giorno di Pasqua del 1459 che venne firmato per la prima volta a Ratisbona l'atto costitutivo della Massoneria di Strasburgo, che venne poi firmato una seconda volta poco tempo dopo proprio nella città alsaziana. La stampa della Bibbia di Gutenberg iniziò nel 1455 a Magonza, mentre la prima traduzione tedesca della Bibbia fu stampata a Strasburgo nel 1466.

## Il paragrafo di apertura
La storia ripercorre con precisione il rituale della Pasqua ebraica e dei sette giorni di pane azzimo. Le regole della Pasqua ebraica trattate dal Libro dell'Esodo (12:15) si trovano in dettaglio anche nei libri del Levitico, dei Numeri e nel Deuteronomio. La macellazione e la preparazione dell'agnello pasquale inizia una delle sere vicine a Pasqua, e allo stesso modo iniziano le Nozze Chimiche. Le Nozze Chimiche iniziano una sera mentre CRC è seduto ad un tavolo con davanti a sé sia l'agnello pasquale che il pane azzimo. Questo fatto sembra suggerire che CRC fosse ebreo. Tuttavia, curiosamente, nel primo paragrafo si trova la formula "Padre della Luce"; tale formula compare una sola volta nella Bibbia di Re Giacomo, mentre si trova nella Lettera di Giacomo (1:17).
Questo l'incipit de "Le nozze Chimiche":
(Le Nozze chimiche di Christian Rosenkreuz - Cap. I)

## I nove signori
I nove signori rappresentano nove dei libri del Nuovo Testamento: Prima lettera di Pietro, Seconda lettera di Pietro, Lettera di Giacomo, Lettera di Giuda, Prima lettera di Giovanni, Seconda lettera di Giovanni, Terza lettera di Giovanni, Vangelo di Giovanni e Apocalisse di Giovanni.
CRC credeva che il vangelo di Giovanni fosse l'unico storicamente accettabile, ed è proprio il pane azzimo e la sua relazione con la Pasqua Ebraica che effettivamente distingue il vangelo di Giovanni dai Vangeli sinottici. I nove signori vengono legati insieme al resto dei commensali (27 in totale) e CRC piange.

## I quattro sentieri
Nel secondo capitolo CRC si siede a riposare sotto tre alti alberi di cedro e su uno di essi è fissata una targa che mostra quattro sentieri. È importante notare come nell'allegoria sia Lo sposo (cioè la Bibbia) ad offrire queste quattro diverse vie.
Il primo sentiero conduce in una zona rocciosa, che simboleggia Pietro, "la roccia" come viene ritratto nei vangeli sinottici. Il secondo sentiero del testo è quello esposto nel vangelo di Giovanni, in quanto a CRC viene detto che su questo sentiero non deve girare né a destra né a sinistra e il racconto di Giovanni è l'unico che non menziona i due ladroni crocefissi alla destra e alla sinistra di Gesù. Il terzo sentiero è quello delle lettere di Pietro, Giacomo, Giuda e Giovanni. Nella prima lettera di Giacomo c'è un riferimento alla "via reale" o "legge reale" (2:8). Nella lettera di Pietro c'è l'unico riferimento a "uno tra mille". Il quarto sentiero è quello delle lettere di Paolo. E quello dove si trova un riferimento ai morti risorti incorrotti (Prima lettera ai Corinzi 15:52) e l'unico dove nel Nuovo testamento compare la parola "logorante" (Lettera agli Ebrei 12:29).
La storia continua con "Al che tirai fuori il mio pane e ne tagliai una fetta". Non si può non notare che CRC taglia il pane dopo aver letto la targa. Il ventiquattresimo dei precetti di Pitagora dice di non spezzare mai il pane. Il pane viene spezzato nei vangeli di Marco, Luca e Matteo, ma non viene mai spezzato nel vangelo di Giovanni. Il pane viene spezzato anche nelle lettere di Paolo e negli Atti degli Apostoli, ma mai nelle lettere di Pietro, Giacomo, Giuda e Giovanni.
Con il procedere della storia diventa evidente che CRC, con le parole "sono avanzato con la mia bussola, senza deviare di un passo dalla linea del Meridione " intende dire che il sentiero da lui scelto è il secondo, in quanto non gira mai né a destra né a sinistra. Da notare anche come affermi "Presi con pazienza la mia croce e mi misi in cammino": solo nel vangelo di Giovanni Gesù porta la croce, mentre nei sinottici a farlo per lui è Simone di Cirene.

## Edizioni
- Johann Valentinus Andreae, Le nozze chimiche di Christian Rosenkreutz, a cura di E. Aichner, collana Conoscenza religiosa, SE, 2010,  p. 136, ISBN 978-88-7710-828-9.